# لافكيات
اللافكيات (باللاتينية: Agnatha)، هي فوق طائفة شبه عرقية من الحيوانات تتبع شعيبة الفقاريات ضمن شعبة الحبليات، وتتميز بغياب الفكوك. يتكون هذا التصنيف من مجموعات حية (مثل دائريات الفم: الجلكيات والأسماك المخاطية) وأخرى منقرضة (مثل مخروطيات الأسنان وأشباه مدرعات الرأس وغيرها). تعتبر اللافكيات مجموعة شقيقة للفقاريات ذات الفكوك المعروفة باسم الفكيات، والتي تطورت من أسلاف عديمة الفكوك خلال العصر السيلوري المبكر عبر تطور مفاصل قابلة للطي في الأزواج الأولى من أقواس الخياشيم.
تشير البيانات الجزيئية، سواء من الحمض النووي الريبوزي الرايبوسومي أو الحمض النووي للميتوكوندريا، بالإضافة إلى البيانات الجنينية، إلى أن مجموعتي اللافكيات الحية (الجلكيات والأسماك المخاطية) أكثر قربًا لبعضهما البعض من قربهما إلى الأسماك ذات الفكوك، وتشكلان معًا فوق طائفة تدعى دائريات الفم.
ظهرت أقدم حفريات اللافكيات في العصر الكمبري، وتضم اللافكيات الحية حاليًا نحو 120 نوعًا. تعتبر الأسماك المخاطية عضوًا في شعيبة الفقاريات، إذ فقد الفقرات بشكل ثانوي؛ وقبل إثبات ذلك بالبيانات الجزيئية والجنينية، كان يُعتمد فرضية القحفيات التي تجمع الأسماك المخاطية مع الفقاريات، ولا تزال تُستخدم أحيانًا كمصطلح وصفي مورفولوجي بحت.

## اقرأ أيضًا
- الفكيات
- مزدوجات الخطم